# 존 행키
존 행키(John Hanke, 1967년~)는 미국의 기업가로, 포켓몬 GO와 인그레스의 제작사로 유명한 모바일 애플리케이션 기업 나이앤틱의 창업자이다.

## 생애
존 행키는 원래 구글 어스의 시초인 어스뷰어 3D(EarthViewer 3D)를 제작한 키홀의 창업자였는데, 구글이 2004년 키홀을 인수하면서 구글에 참여하게 되었다. 그는 구글에서 수년간 구글의 지리 부서 생산관리 부사장으로서 구글 어스, 구글 지도, 로컬, 구글 스트리트 뷰, 스케치업, 파노라미오 등의 서비스를 관리하였다. 이후 구글에서 사내 스타트업 컴퍼니인 나이앤틱 랩스를 만들고, 2015년 분사하여 독립하였다.